# 월희
《월희》(일본어: 月姫 쓰키히메[*])는 2000년 12월에 도쿄 국제 전시장에서 개최되었던 코믹 마켓에 출전되었던, 동인 서클 타입문(유한회사 노츠의 전신이며, 현재는 그 브랜드)의 전기 성인 게임이다. 월희는 원제의 한자를 한국식으로 읽은 것이고, 외래어 표기법에 따르면 일본어 발음에 따라 “쓰키히메”라 불러야 하나, 츠키히메라는 표기가 통용되고 있다.
시나리오 매수 5000매, 그래픽 총수 500매 이상이라는 방대한 볼륨을 자랑하며, 이후 보너스 디스크 《월희 PLUS-DISK》와 팬 디스크 《가월십야》, 그리고 와타나베 제작소와 공동 제작한 대전 게임 《멜티 블러드》가 발표되어 월희 시리즈를 형성했다. 또한 《진월담 월희》라는 제목으로 애니메이션도 나왔고, 만화도 출판되는 등, 미디어 믹스가 진행되고 있다.
2006년 8월 10일에는 《MELTY BLOOD Act Cadenza》의 플레이 스테이션 2 이식판이 발매되었으며, 머지않아 월희의 상업 리메이크작(PS2로의 이식 등)이나 속편 《월희 2》 제작을 시사하는 발언을 남겼다.
2007년 1월에는 원작자인 나스 기노코가 공식 사이트인 타케보우키에서 월희 2 제작을 빨리 시작하고 싶다고 진술하기도 하였다.
2008년에 월희를 리부트한 리메이크작 개발 소식이 발표되었다. 이후 리메이크작의 첫 번째 파트로 구작의 흡혈귀 루트(알퀘이드 루트, 시엘 루트)를 리부트한 월희 -A piece of blue glass moon-은 2021년 8월 26일에 출시되었으며, 리메이크작의 두 번째 파트로 구작의 토오노가 루트(아키하 루트, 히스이 루트, 코하쿠 루트)와 구작의 등장인물 중 하나였던 유미즈카 사츠키의 루트를 추가한 월희 -The other side of red garden-도 나중에 출시할 예정이다.

## 줄거리
이야기의 주인공인 토오노 시키는, 어릴 적에 한 번 죽기 직전까지 다다른 일로 인해, 온갖 물체나 현상의 표면 상에 그 〈죽음〉을 점과 선으로써 파악하는 것이 가능한 “직사의 마안”이라는 능력을 손에 넣었다.
그러나, 그 능력을 두려워하며 자신 주위의 세계마저 믿을 수 없게 되었던 시키는 어느 날, 입원하고 있던 병원에서 탈주한다.
초원에 도달한 시키는 거기서 우연히 ‘아오자키 아오코’라 칭하는 마법사와 만난다. 시키의 특이 체질을 안 그녀는, 시키에게 사람으로서의 생활 방식을 가르쳐주고, 능력을 억제하는 '마안살'을 준 뒤, 시키의 곁을 떠난다.
그리고 얼마 안 되어, 시키는 여동생인 아키하나 저택에 살고 있는 쌍둥이 자매, 히스이·코하쿠와 헤어져, 토오노 가의 분가인 아리마 가에서 평범한 생활을 하게 되었다.
8년 후, 아버지 토오노 마키히사의 부고를 알 틈도 없이 ‘집에 돌아오라’고 하는 통지가 도착한다. 그것은 8년 전 토오노 가에 남아있게 되었고, 부친의 사망에 의해 토오노 가의 새로운 당주가 된 아키하에게서 온 것이었다. 갑작스런 사건에 망설이는 시키였지만, 아키하에게의 사죄의 의미를 담아 그는 본가에 돌아갈 결심을 한다.
8년 만에 본가에 돌아왔지만, 지금까지와는 전혀 다른 환경과 자신이 알고 있던 모습을 잃은 여동생에 곤혹하는 시키였지만, 어떻게 새로운 생활에 익숙해지리라고 그는 다짐한다.
다음날 아침, 시키는 코하쿠에게서 아버지의 유품인 (코하쿠가 멋대로 마키히사의 방에서 꺼내 온) 나이프를 받고 학교로 향한다. 빈혈을 일으켜 학교를 조퇴한 시키는, 길을 가다가 거리에서 하얀 옷을 입은 아름다운 이국의 여성을 보게 되고, 억누르기 힘든 살인 충동에 사로잡혀 자신이 가진 직사의 능력으로 여성을 17조각으로 해체해 살해하고 만다. 이성을 되찾은 시키는, 상태를 받아들이지 못하고 그 곳에서 도망치지 못하고, 의식을 잃고 만다.
눈을 뜬 후에도 명확하지 않은 기억과 불안감을 품은 시키였지만, 자신이 살인을 한 흔적은 전혀 보지 못하고, 그는 평범한 생활을 하리라고 결정한다. 그러나 다음 날 통학로에서, 그는 믿을 수 없는 것을 본다. 전날, 자신이 참살한 여성이, 자신을 기다리는 모습을.
하얀 여성은 미소지으면서 말한다.
〈날 죽인 책임, 받아날테니까 말야〉
때를 같이해 다발하는 엽기 살인사건. 그 피해자는 하나같이 전신의 혈액이 빠져 있었다. 그리고 그 여성과의 만남이 계기가 되어, 시키의 생활은 비일상으로 급격히 변해간다.

## 주요 용어

### 진조
진조(真祖 신소[*])란, 흡혈귀의 한 종류이다. 악마로 인한 수탈로부터 스스로를 지키기 위해, 협력자인 달의 왕(붉은 달)을 기초로 지구가 낳은, 정령과는 다른 수육된 ‘자연(별)의 촉각’.
육체의 열화를 막기 위해 인간의 피를 빨 필요가 있는 사도와 달리, 진조가 흡혈귀인 것은 그 창조과정에 사고가 있었기 때문이라고 한다. 말하자면 흡혈은 진조에게 있어서 ‘불치병’이며, 진조는 그 능력의 대부분을 흡혈충동의 억제에 쓴다. 진조인 알퀘이드 브륜스터드가 월희 본편에서 네로 카오스에게 고전한 것은, 그 족쇄에 더해 주인공 토오노 시키의 직사의 마안에 의해 육체가 파괴되어, 그 치료에 능력을 많이 사용했기 때문이다(그것을 제외하더라도 알퀘이드 브륜스터드와 네로 카오스의 상성은 꽤 나쁘다).
“월희”에 등장하는 진조는 알퀘이드뿐이다. 알퀘이드는 다른 진조와는 달리, 흡혈충동에 이끌려 함부로 인간의 피를 빨게 된 타락한 진조(‘마왕’이라고도 불리며, 억제에서 풀려나, 진조로서의 진짜 힘을 발휘할 수 있다)를 처분하기 위해 진조의 손으로 만들어졌다(당시의 알퀘이드는 흡혈충동에 사로잡히지 않고 항상 전력으로 싸웠던 그녀는 타락한 진조나 조를 구축하는 병기로써 활약했다). 그러나, 스스로의 연구 과제인 ‘영원’을 구해, 불사의 상징인 흡혈귀가 되려고 한 미하일 로아 발담용의 계획에 빠져들어, 당시 흡혈충동에 눈을 뜨기 시작한 알퀘이드는 그에게 흡혈행위를 하고 만다. 결국, 흡혈충동이 개화한 알퀘이드는 그 충동에서 다른 진조를 멸망시키고 말았다. 그 일로의 회오로, 알퀘이드는 로어의 섬멸을 생애의 목적으로 삼고, 보통은 자신의 공상구현화로 만든 ‘천년성’의 왕좌에서 그 몸을 사슬로 묶고 잠든다. 로아가 전생할 때마다 잠에서 깨어, 인간계에 출현하게 된다.
‘멜티 블러드’의 히로인, 시온 엘트남 아틀라시아가 그녀 이외에 진조의 생존자가 있다는 것을 시사하고 있다(하지만 진조라고 하기에는 너무 순도가 낮다).
지구≒가이아에 의해 만들어진 〈진조〉에 대응해, 아라야(영장≒인류)가 바란 〈수호자〉가 존재한다. 그것은 《페이트/스테이 나이트》에서는 어떤 등장인물이 도달할 미래의 모습이며, 《공의 경계》에서는 형태가 없는 집합무의식|절대력으로 언급된다. 《공의 경계》, 《월희》, 《페이트/스테이 나이트》의 이야기의 상호 관계를 읽어내는 복선이다.

### 직사의 마안
직사의 마안은 본 작품의 주인공인 토오노 시키가 가진 특수능력이다. 《공의 경계》의 주인공인 료우기 시키도 가지고 있다.
사물에 내포되어 있는 죽음을 보는 것이 가능한 능력을 가리킨다. 죽음의 정보는 검은 선과 점으로 표시되며, 선은 그 물질이 부서지기 쉬운 선이며, 점은 죽음 그 자체이다. 선을 자르면, 그 부분은 본체가 살아 있어도 사멸하고, 두 번 다시 움직이는 것은 불가능하게 된다.
점을 찌르면, 그 개체는 완전히 〈생〉을 정지한다. 이 〈점〉이란, 선이 모여 소용돌이치는 부분이지만, 토오노 시키는 그 정도까지는 판별하지 못하고 그 부분을 보는 그 자체에 정신 집중이 필요하다. 료우기 시키의 직사의 마안과 토오노 시키의 직사의 마안은 미묘한 차이가 있는데, 료우기 시키의 직사의 마안은 '점'을 비추지 못한다. 그 대신 료우기 시키의 직사의 마안은 '선'을 긋는 것만으로도 대상이 소멸하는 모양.
‘마안’이라고 칭하고는 있지만, 엄밀히는 마안이 아닌 뇌수와 안구의 세트로 처음 기능하는 것이며, 마술로도 재현이 불가능한 ‘초능력’이며, “직사의 안”이라 부르는 쪽이 옳다.
또한, 마안의 혹사는 뇌에 큰 부담이 걸리게 된다. 이 때문에, 토오노 시키는 평소에 ‘마안살’이라는 안경을 쓰고 있지만, 료우기 시키는 육체가 〈죽음〉과 직접 이어져 있기 때문에 쓰지 않는다.
또한 료우기 시키의 육체에는 본래 그런 능력이 있어 2년간의 혼수상태에 의해 오래 〈죽음〉에 닿아 있었기 때문에, 능력이 각성한 것이다. 토오노 시키는 볼 수 없는 것을 보는 ‘정안’을 타고났으며, 두 번의 임사체험을 한 것으로 〈기원〉에 이어져 버려 뇌가 죽음을 이해하게 되어버린 것으로 인해 정안이 발전해 직사의 마안이 된 것이다. 그 때문에 스스로 죽음을 보려고 집중하면 눈이 파랗게 된다.
료우기라는 성에도, 시키라는 이름에도 마땅한 의미가 있다. 그 때문에 료우기 시키는 토오노 시키보다도 수 단계 위의 직사의 마안의 사용자라고도 할 수 있다. 토오노 시키는 마안의 능력을 개방한 상태면 뇌가 피폐해져 버리며 정신 이전에 뇌가 그 과부하에 견딜 수 없다. 과도하게 사용했을 때에는 일시적으로 시력을 잃기도.
알퀘이드 루트 후의 토오노 시키는 더욱 더 강력한 〈살인귀(殺人貴〉가 되어 〈마안살〉을 쓰고 있어도 죽음의 선이 보이게 되어 버리며, 그것을 억누를 붕대를 감게 된다.
반면에 료우기 시키는 육체에 어떤 영향도 없으며, 일상 생활에도 전혀 지장이 없다-마안의 on/off가 가능하다. 또한 료우기 시키와는 달리 토오노 시키가 보통 죽음의 선이 자동으로 보이는 것은 생물뿐이며, 집중하지 않으면 강하게 집중하지 않는한 광물의 선은 잘 안 보인다. 마안 자체의 기능은 료우기 시키쪽이 높은 셈.
토오노 시키의 마안은 생물 살인에 특화되었고, 료우기 시키의 마안은 '개념' 살인에 특화되어있다.
또한, 반월판 발매를 기준으로 했을 때, 토오노 시키가 이 능력을 익힌 것은 1992년이며(완전판 기준으로도 이듬해인 1993년), 료우기 시키(1997년)보다 토오노 시키 쪽이 예전부터 마안을 가지고 있었다는 설이 많이 나돌고 있으나, 나스의 공식발언과 [멜티블러드] 시리즈의 최신 버전인 [멜티블러드 엑트리스 어게인]에 깜짝 등장한 료우기의 대사로 볼때, 료우기 시키쪽이 3년 정도 빨리 직사의 마안을 얻은 듯 하다.
덧붙여 직사의 마안으로 선이 보이지 않는 것은, 본인이 이해할 수 없는 것, 그 시대에는 죽일 수 없는(부술 수 없는) 것은 그 〈죽음〉도 이해할 수 없기 때문에 점을 볼 수 없고, 죽일 수 없다. 인간인 보유자의 기준은 그 시대의 인간의 한계에 준하기 때문이다.

### 가르쳐줘 시에루 선생
배드 엔드시의 플레이어 구제 코너. 시엘 분 시에루 선생(知得留先生)과 적당히 변형된 알퀘이드 (네코 알쿠)가 만담 형식으로 공략 힌트를 가르쳐 준다. 가끔 시에루 선생이 부재중이거나, 초빙 강사가 등장하거나 하는 다양한 장면을 볼 수 있다. 칠판 앞에서 행해지는 선생과 네코 알쿠의 조합은 실로 절묘하다.
네코 알크는 한 사람(혹은 한 마리?)로 《가월십야》, 《멜티 블러드》 진출이나 가공의 영화 《NECOARC-THE MOVIE-》에서 은막 데뷔와 폭주에 폭주를 반복하고 있다. 나아가서는 애니메이션 《월영 -MOON PHASE-》의 엔딩 크레딧에 등장한 일도 있다. “페이트/할로우 아타락시아”에도 순간이지만 등장한다.
《가월십야》에서는, 시엘 선배와 다실에서 멋진 크로스카운터를 넣는다.
이 배드 엔딩의 도움 코너라는 취지는, Leaf 비주얼 노벨 시리즈 《시즈쿠》《기즈아토》에도 존재했다. 또한, 타입문의 차기작 《페이트/스테이 나이트》에도 ‘타이거 도장’으로서 계속되고 있다.
동인 게임 《쓰르라미 울 적에》에서는, 시에루 선생에의 오마쥬로서 치에 루미코(知恵留美子) 선생이라는 캐릭터가 등장한다.

## 등장인물
등장인물 이름 뒤에 나오는 이름은 순서대로 관련 게임인《멜티 블러드》와 애니메이션 《진월담 월희》에 출연한 성우의 이름이다. 원래의 게임에는 음성이 없다.
토오노 시키 (일본어: 遠野志貴)〔노지마 켄지 / 스즈무라 켄이치 / 이미자(아역) / 김영선 〕
생일: 10월 15일, 혈액형: AB, 신장: 169cm, 체중: 57kg
이 작품의 주인공이다. 살인귀로서 탁월한 소질이 있다. 본래 보이지 않는 것을 보는 〈정안〉이라는 능력을 타고났으며, 어릴 적의 두 번에 걸친 임사 체험을 계기로 사물의 〈죽음〉을 보는 것이 가능한 “직사의 마안”을 얻는다.
시력은 양 눈 모두 2.0이지만, 직사의 마안은 뇌에 상당히 많은 부담을 주므로, 보통은 마안살이라는 안경을 끼고 있다.
본명은 나나야 시키(七夜志貴). 토오노에 의한 나나야 일족 섬멸 후 발견되어, 토오노 가의 장남과 같은 이름이라는 이유로 마키히사의 흥미를 끈다. 변덕으로 토오노의 양자가 되어 시키(四季), 아키하, 쌍둥이 중 하나와 함께 어린 시절을 보낸다. 월희 시작시에는, 어린 시절의 일부의 기억이 암시에 의해 봉인되어 있다.
누구에게도 평등하게 대하는 중립적인 청년. 운동신경은 나쁘지 않지만, 만성적 빈혈이 있기 때문에 체육은 벅차다. 본인이 악의는 없지만 여성에 대해서 둔감하기 때문에 각 히로인으로부터 ‘우둔’, ‘둔감’, ‘촌뜨기’, ‘벽창호’, ‘가장 나쁜 사람’ 같은 소리를 듣고 있다.
자신의 물건을 가지고 싶어하지 않는 성격이지만, 날붙이를 수집하는 버릇이 있다. 성격 탓인지 방 안은 말끔하다.
이름도 능력도 생김새도 《공의 경계》의 주인공 료우기 시키와 코쿠토 미키야에게서 이어받았다.
성격 문제 상, 순정파인 《페이트/스테이 나이트》의 에미야 시로와는 공식적으로 상성이 나쁘다고 한다.
알퀘이드 브륜스터드 (アルクェイド・ブリュンスタッド, Arcueid Brunstud)〔유즈키 료카 / 나바타메 히토미 / 김아영 〕
생일: 12월 25일 (자칭), 신장: 167cm, 체중: 52kg, B88/W55/H85, 이미지 컬러: 흰색, 이미지 송: Nav Katze《Crazy Dream》
본 작품의 정 히로인으로, 진조라 구분되는 흡혈종. 진조의 집행자. 12세기경에 탄생했다고 하지만, 그 활동 연수는 1년도 못 되며, 인생 대부분은 성에서 깊은 잠에 빠져있었을 뿐이다.
성격은 명랑하고 천진난만하며 감정의 기복이 심하다. 제멋대로라고도 받아들여질 수 있는 행동을 하지만, 그것은 사회 경험이 거의 없기 때문이며 본인의 악의는 없다. 자유분방한 고양이같이 밝고 나긋나긋한 여성. 고양이 속성이 강하고, 후에 ‘네코 알쿠’를 태어나게 하는 결과가 되었다. 낙관적으로 보이지만, 속은 비관주의.
히로인이면서, 등장하자마자 시키에게 살해당한다는 충격적인 만남을 가지며, 플레이어를 놀래켰다.
태양 아래를 걸어도 별 문제는 없으며(태양빛이 강하면 강한 날일수록 기분이 나빠지기는 하는 듯하다.), 인간의 피를 빨지 않는 별난 흡혈귀.
타의 추종을 불허하는 높은 신체능력에서 발휘되는 〈손톱〉과 〈공상구현화〉로 인한 전투력은, 타입문이 그린 세계{페이트(일부 제외)나 공의 경계 포함} 속에 등장하는 캐릭터로서는 최강 클래스 중의 하나이다{순수한 전투력만으론 사도 27조 제 5위, 수성의 얼티메이트 원(Ultimate One), 수정거미 오르트(ORT)가 최강이다. 공의 경계에 등장하나는 구로기리 사츠키나 료우기 시키의 세 번째 인격(일명 테두리 시키)의 경우 특수한 케이스이므로 제외한다. 페이트 스테이 나이트에 등장하는 서번트 라는 존재들과 비교했을 때 그녀의 30%정도의 힘이 평균적인 서번트(B급)의 2배라고 한다. 단, 길가메쉬에게는 상성상 불리하다.}. 단 작중에서는 로아에게 힘의 일부를 빼앗기고, 또 시키와 만났을 때 해체된 영향으로 크게 약화되어 있다.
본편에서는 표정이 풍부한 여성이지만, 본래는 진조의 처형도구로서 일절 감정을 배제하고 ‘운용’되고 있었다. 그녀가 감정을 가진 것은, 비유하자면 시키에게 살해당한 것 때문에 ‘시스템’도 파손되어, 재생할 때 ‘버그’를 일으킨 것이라고 할 수 있다.
스토리가 아키하 등을 중심으로 전개되는 ‘토오노 가 루트’에서는 전혀 출연이 없다. 그것에 대해서 네코알크가 푸념을 늘어놓고 있다.
싫어하는 음식은 마늘.
월희 캐릭터 공식 인기투표에서 1위를 놓친 적이 없고, 절대적인 인기를 자랑한다.
디자인 모티브는 다케우치 다카시가 대학 시절에 읽은 패션 잡지의 외국인 모델이다. 현재, 자취만 남아 있는 동인 시절의 공식 홈페이지에 그 사진의 감상이 가능하게 되어 있다. 이름의 유래는 드라큘라의 철자를 거꾸로 읽은 것이라는 설이 있지만, 스탭에 의하면 이름이 좀처럼 정해지지 않았기 때문에 나스 기노코의 다른 작품에 등장하는 캐릭터의 이름을 쓰게 된 것뿐이라는 우연이다.
시엘 (シエル, 프랑스어: Ciel)〔사쿠마 쿠미 / 오리카사 후미코 / 하미경 〕
생일: 5월 3일, 혈액형: O형,　신장: 165cm,　체중: 52kg,　B85/W56/H88,　이미지 컬러: 파란색,　이미지 송: BUCK-TICK《지하실의 멜로디》
싹싹하고 언동이 부드러운, 시키의 학교 선배. 하지만 사실은 가톨릭성당 내의 이단을 심문하는 조직 “매장 기관”(埋葬機関)의 대행자로 신을 대신하고 이단을 심판하는 것을 직업으로 삼고 있는 인물이다. ‘시엘’은 세례명이며 본명은 에레이시아(エレイシア)다.
조직의 제 7위(조직은 7인 편성. 예비역 1명)이며, 탁월한 신체능력, 방대한 지식, 냉혹한 감성을 지니고 있다. 임무 수행시에는 냉엄하다. 수많은 무기를 법의 아래에 간수하고 있고 그 무기의 투척을 주 공격 방식으로 해서, 매장 기관에서〈활〉이라 불린다.
마술에 관해서도 뛰어나서 대립조직 “마술 협회”의 최상위 마술사에 필적할 정도이다. 간단한 최면에서 전투용의 투검 〈흑건〉에의 마술 부여, 결계에 대한 것도 보인다. 어떤 이유 때문에 마술 사용을 싫어하지만, 임무 수행을 위해서라면 꺼리지 않는다. 또 그와 같은 이유에서, 결코 죽는 것이 불가능하다.
안경은 도수가 낮으며, 전투 시에는 벗는 일이 많다.
사실은 선대(17대) 로아의 전생체이다. 프랑스의 시골에서 평범하게 자라던 중 로아에게 침식당해, (자신의 의식은 가진 채로) 가족과 친구를 포함한 마을 사람을 전부 살상해 버린다. 그 후, 교회와 연합한 알퀘이드에 의해 멸해지나, 타고난 잠재력 때문인지 소생한다. 하지만 동시에 세계에서 모순된 존재가 되어, ‘죽지 않는 몸’(정확히는 무한 소생)이 되고 만다. 교회에 의해 온갖 살육을 경험한 그녀는, 그 불사성을 주목한 매장기관장 나르바렉의 권유를 받아들여, 매장기관 제 7위의 대행자가 된다.
위 인연에 의해 알퀘이드와는 사이가 나쁘며, 틈만 나면 서로 죽이려 들 정도의 관계. 존재 자체가 어떤 의미에서 이단인 매장기관에서 살아온 그녀는, 자신과 같은 〈죽음〉을 경험하면서도 긍정적인 시키의 생활 방식에 강하게 감화받아 간다.
전투가 어울리는 히로인으로 《멜티 블러드》에 있어서는 그것을 유감없이 발휘하지만, 엄청나게 카레를 좋아하기 때문에 여러 곳에서 소재 캐릭터로 쓰일 때도 있다. 여담이지만, 《진월담 월희》에서는 식사 때, 시엘이 먹고 있던 것이 카레가 아니었기 때문에 격노한 팬이 있었다.
- 전투에 관해

신체 능력을 살린 높은 전투 기술을 가지고 있지만, 위에 서술한 대로, 주로 투척에 의한 공격을 한다. 그 때에 쓰이는 무기에 ‘흑건’이라 불리는 날길이가 80~90cm인 검을 들 수 있다. 도신은, 기본은 시엘이 가진 성서의 페이지이며 마력을 통하게 해서 물질화시킨 것으로, 시엘은 이 손잡이를 법의 밑에 최대 100개 정도 숨기고 있다. 교회의 기본 무장 중 하나이지만 취급이 어렵고, 또한 위력도 별로 없기 때문에 애용자는 적다. 하지만, 시엘이 가진 투검기술인 철갑작용과 마술인 화장식전, 풍장식전, 토장식전, 조장식전 등을 사용한다면 이단자들에게는 위협적인 탄환이 될 수 있다.
시엘이 가진 최대의 무장으로 〈제7성전〉(第七聖典)이 있다. 원래는 수 천년 전에 만들어진 일각수의 뿔을 총으로 만든 개념무장이라 불리는 것으로, 영체에만 상당한 효과가 있으며, 전생을 반복하는 로아를 영혼째로 멸하기 위한 비장의 병기였다.
시엘에게 주어졌을 때는 엄숙한 신기였다(이 시기의 제7성전에는 뿔에 빽빽이 ‘전생 추하도다’라는 글귀가 새겨져 있었다)만, 시엘은 자신의 취미로 개조에 개조를 가해, 실체에도 유효한 파일 벙커로 만들어 버렸다. 중량 60kg, 추가무장을 장착하면 120kg.
자아를 가진 소녀 정령이 깃들어 있다. 시엘은 세븐, 아리히코는 나나코라 부르고 있다. 이 쪽은 가월십야에서 등장한다.
- 이름의 유래

‘“활”(弓)을 프랑스어로 하면 “시엘”이었지’ 하고 생각한 시나리오 작가 나스 키노코에 의한 것이지만, “Ciel”의 실제 의미는 “활”이 아닌 “하늘”이다(덧붙여서 “활”은 “L'arc”). 개발도 종반에 이르러 알아차렸으므로, 그대로 나가기로 결정해버렸다. 결과적으로 친근감 있는 이름이 되었다. 상황에 따라 시엘의 이름은 “라르크”가 될 가능성도 있던 것이다. L'Arc～en～Ciel의 일본어 번역이 ‘하늘에 걸린 활=무지개’인 것이 이 오해에 큰 관계가 있는 듯하다.
토오노 아키하 (일본어: 遠野秋葉)〔히토미 / 이토 시즈카 / 배주영 〕
생일: 9월 22일, 혈액형: A, 신장: 160cm, 체중: 45kg, B73/W57/H79, 이미지 컬러: 적색, 이미지 송: SWINGING POPSICLE《사철의 탑》
주인공의 여동생으로 아버지가 사망한 후 토오노 가의 당주가 되었다. 저택에 돌아온 주인공의 예절에 벗어난 행동에 불평을 토로하지만, 내심 주인공을 좋아하고 있다.
코하쿠 (일본어: 琥珀)〔타카노 나오코 / 우에다 카나 / 조현정 〕
3월 12일생　B형 　신장 156cm　체중 43kg　 B78/W58/H80　이미지 컬러: 赤紫, 이미지 송: Cocco《やわらかな傷痕》
토오노 가(家)의 쌍둥이 하녀 중 언니이다. 주인공의 여동생 아키하의 전속 하녀로서 저택의 가사 전반을 도맡고 있다. 밝고 싹싹하며 언제나 웃는 얼굴이다.
히스이 (일본어: 翡翠)〔마츠키 미유 / 카카즈 유미 / 이미자 〕
3월 12일생　B형　 신장 156cm　 체중 43kg　 B76/W58/H82　이미지 컬러: 청자색,　이미지 송: SOFT BALLET《PARADE》
토오노 가(家)의 쌍둥이 하녀 중 동생이다. 저택에 돌아온 지 얼마 안 돼 생활에 익숙치 않은 주인공의 시중을 들게 된다. 언니인 코하쿠하고는 대조적으로 감정을 드러내지 않고 사무적인 성격이다. 극도로 결벽증이 있어서 이성과 접촉하는 것을 싫어한다.
유미즈카 사츠키 (일본어: 弓塚さつき)〔미나미 오미 / 다나카 카오리 / 배정미 〕
8월 15일생　A형　신장 161cm　체중 45kg　79-59-82　イメージソングは原田知世《T'EN VA PAS》
주인공의 반 친구이다. 주인공에게 연심을 품고 있다.
이누이 아리히코 (일본어: 乾有彦)〔- / 사쿠라이 타카히로 / 방성준 〕
10월 24일생　B형　174cm　62kg
주인공과 매우 친한 반 친구이다.
아오자키 아오코 (일본어: 蒼崎青子)〔미츠이시 코토노 / 키무라 아키코 / 이미자 〕
토오노 시키에게 마안살 안경을 준 사람, 마법사이다.
네로 카오스 (ネロ・カオス, Nrvnqsr Chaos)〔나카타 죠지 / 미야케 켄타 / 권혁수 〕
생일: 2월 13일, 신장: 188cm, 체중: 84kg
사도. 자신의 몸에 666마리의 사역마가 있다.
미하일 로아 발담용 (ミハイル・ロア・バルダムヨォン, Michael Roa Valdamjong)〔- / -〕
토오노 시키 (일본어: 遠野四季)〔나리타 켄 /요시노 히로유키 / 권혁수 〕
9월 29일생　A형　178cm　65kg
토오노 가의 장남이다. 아키하의 친오빠이며, 18대 로아의 전생체이다. 한국에서는 주인공인 시키(志貴)와 구분하기 위해 이름의 한자 표기를 그대로 한국식으로 읽어 ‘사계’라고 부르기도 한다.

## 기타

### 시키라는 이름
타입문의 작품에는 시키라는 이름이 자주 등장한다. 월희의 주인공인 본디 나나야가문의 출신인 토오노 시키, 토오노 마키히사의 친아들이자 토오노 아키하의 친오빠 18대 로아 전생체인 토오노 시키(사계)가 있으며 공의 경계에서도 료우기 시키가 등장한다.
더불어 료우기 시키는 남성의 인격과 여성의 인격을 가지고 있고 추가로 스스로도 모르는 제 3의 인격까지 가지고 있는데 이 모든 성격이 시키라고 불리고 있다.
각각의 시키를 구분하기 위해서 한국의 팬들은 각자의 이름을 한국식으로 읽어 월희의 주인공을 지귀, 18대 로아 전생체를 사계, 료우기 시키의 여성 인격을 식, 남성 인격을 직으로 불러 구분하고 료우기의 제 3의 인격을 인간의 테두리인 몸의 인격이라 하여 테두리시키(또는 경계식) 라고 불러 구분한다.
월희 본편의 시엘 루트 엔딩에서 등장하는 마키히사에게 기억이 지워지기전의 어릴적 시키(지귀)와 퇴마가로써의 퇴마충동에 휩슬린 시키(지귀), 가월십야에서 등장한 만약 시키(지귀)가 그대로 나나야로써 자랐을 경우의 시키, 그리고 멜티블러드에서 왈라키아나 흰렌에 의해 구현화된 시키(지귀)의 퇴마충동의 구현화는 모두 나나야 시키 라는 호칭으로 통일 되어 불리고 있다. 팬픽 소설이나 동인지 등에 등장하는 나나야 시키는 거의 대부분 퇴마충동에 휩슬린 시키(지귀)나 시키(지귀)의 퇴마충동의 구현화이다.
이밖에도 시키(지귀)와 료우기 시키가 직사의 마안으로 볼 수 있는 사기(死期) 또한 일본식으로 읽으면 시키가 된다.

### 타작품과의 관련
《월희》(《월희 PLUS-DISC》, 《멜티 블러드》 포함)는 각각 자체 독립된 작품이지만 세계 그 자체는 동일하며, 거기에 등장하는 인물이나 그 능력은 타입문의 작품이나 나스 기노코의 소설과도 어떤 관련이 있다.
- 세계에는 〈마술〉과 〈마법〉이라 불리는 기적의 법이 존재하며, 각각을 행사할 수 있는 인간을 〈마술사〉〈마법사〉라 부른다. 그리고, 그들의 관리·발전을 위해 〈마술협회〉라 불리는 조직이 그들을 총괄하고 있다. 마술협회와 대치하고 있는 조직으로 〈성당교회〉가 있으며, 신 이외의 기적(이라는 것은 이 세계에는 신이 실제로 존재한다는 듯하다), 특히 흡혈종의 존재를 부정하고 있다.
- 《공의 경계》의 경우, 주인공 료우기 시키의 능력은 시키와 같이 ‘직사의 마안’이다. 단 같은 능력이라도 얻은 과정과 뒷배경이 다르기에 직사의 마안의 컨트롤은 크게 다르다.(토오노 시키의 경우 직사의 마안보다는 죽음을 보는 정안이 더 맞는 말이다.) 아오자키 토우코는 아오자키 아오코의 언니, 코하쿠와 히스이는 후죠우 키리에(巫条霧絵와 같은 후죠(巫淨) 가의 분가 혈통, 이라고 설정되어 있다.
- 《페이트/스테이 나이트》에서는, 토오사카 일족의 사범 집안으로 키슈아 젤레치 슈바인오르크(Kishua Zelretch Schweinorg)라는 마법사가 등장하지만, 그는 《가월십야》 실행시의 메시지에서 ‘마도원수’라 불리는 인물로 , 사도 27조의 제 4위이며 알퀘이드의 할아범(후견인)에 해당하는 인물이다.
- 또한 〈마안살〉은 세 작품 모두에서 등장한다. 최초로 《공의 경계》에서 아오자키 토우코가 료우기 시키를 위해 만들지만 “그딴 거 필요 없어”. 《월희》에서는 토오노 시키를 위해 아오코가 토오코에게서 실례해 온다. 《페이트/스테이 나이트》에서는 〈석화의 마안〉(저주)를 가진 라이더가 인간 역할을 할 때 끼고 있다.
- 《페이트/할로우 아타락시아》에서는 유미즈카 사츠키, 히스이, 코하쿠, 《가월십야》에서 렌이 (봉제 인형으로) 게스트 출연한다.
- 《월희》, 공의 경계, Fate/stay night의 히로인이 모두 출연한 작품으로 《아넨엘베의 하루》 가 있다.

### 타입문 작품의 세계의 마법과 마술의 다른점
타입문의 작품에서 마술은 현대의 기술로 충분한 시간과 자금을 들이면 같은, 또는 비슷한 결과를 낼 수 있는 것을 가리킨다(무한한 자금과 무한한 시간이 필요하더라도). 이와 다르게 마법은 현대의 기술로는 어떻게 하더라도 같은 효과를 낼 수 있는 것이 불가능한 것들을 가리킨다. 과거, 인간의 기술력이 발달하기 전에는 현재 마술이라 불리는 것들의 상당수가 마법이었지만 현재에 이르러는 오직 5가지 마법만이 남아있다고 한다. 그 마법들은 각각 제1법, 제2법 등으로 불리고 있다. 제1법은 [무(無)의 부정(不定)], 제2법은 [평행세계에 대한 간섭], 제3법은 [혼의 물질화], 제4법은 아직 밝혀지지 않았으며 제5법은 [시간계의 간섭] 이라고 정의되어 있지만 이 다섯가지의 마법은 마술협회에서 공식적으로 지정된 것이며 실상으로는 다른 마법도 존재할 수 있다. 현재까지 존재하고 있는 마법사는 '마도원수' 키슈아 젤레치 슈바인오르크와 '미스 블루' 아오자키 아오코 두 명뿐. 젤레치는 제2마법의 마법사라고 하며 아오코의 경우 게임인 멜티 블러드 리액트 네로 카오스의 아케이드 중 그가 [4번째 마법사] 라는 발언을 해서 제4법의 사용자라고 알려져왔으나, 후에 나온 멜티 블러드 액트 카덴차 공략집의 용어사전에서 제5법의 마법사라고 불려 팬들을 당황케했다.

## 역사
- 1999년 코믹마켓56에서 무료 고지 플로피 300매를 배포. 코믹마켓57에서는 체험판 플로피 50매를 판매.
- 2000년 8월 코밋마켓58에서《월희 (반월판)》300매를 판매.
- 2000年12月 코믹마켓59에서《월희 (완전판)》을 판매.
- 2001년 1월 선샤인크리에이션11에서《월희PLUS-DISC》을 판매.
- 2001년 8월 코믹마켓60에서《가월십야》를 판매.
- 2002년 12월 코믹마켓63에서《MELTY BLOOD》를 발표.
- 2003년 10월 BS-i에서 애니메이션 《진월담 월희》방송 개시.
- 2004년 5월 《MELTY BLOOD Re･ACT》발매.
- 2004년 10월 《월희독본 Plus Period》발매.
- 2005년 3월 아케이드 게임《MELTY BLOOD Act Cadenza》가동 개시.
- 2006년 2월 24일 같은 날 발매된 패미통에서《MELTY BLOOD Act Cadenza》의 플레이스테이션 2 이식을 발표.
- 2006년 8월 10일 플레이스테이션 2판《MELTY BLOOD Act Cadenza》발매

## 같이 보기
- 진월담 월희
- 월희 -A piece of blue glass moon-
- 멜티 블러드
- 페이트 스테이 나이트／페이트 할로우 아타락시아
- 페이트 제로
- 공의 경계
- Carnival Phantasm
- 타입문
- 흡혈귀